# Darío Castrillón Hoyos
Darío del Niño Jesús Castrillón Hoyos (Medellín, Kolumbija, 4. srpnja 1929. – 18. svibnja 2018.) bio je kolumbijski kardinal i prefekt Kongregacije za kler od 1996. do 2006. godine, te predsjednik Papinskoga povjerenstva Ecclesia Dei od 2000. do svoga umirovljenja 2009. Kardinalom je imenovan u konzistoriju 1998. godine.

## Mladost
Rođen u Medellínu u Kolumbiji, Castrillón Hoyos je pohađao sjemenište u mjestima Antioquia i Santa Rosa de Osos, te je zatim upućen u Rim gdje je na Papinskom sveučilištu Gregoriana postigao doktorat iz kanonskoga prava i specijalizaciju iz religijske sociologije, političke ekonomije i etičke ekonomije. Također je studirao na Fakultetu sociologije Katoličkoga sveučilišta Louvain u Belgiji.
Po povratku u Kolumbiju, službovao je kao župnik u dvjema seoskim župama, od 1954. do 1971. Nakon što je postao službenik biskupijske kurije u Santa Rosa de Ososu, Castrillón je postavljen i ravnateljem radijskih škola. Od 1959. djelovao je i kao biskupijski delegat pri Katoličkoj akciji i kao crkveni asistent pri Katoličkog radničkoj mladeži. Obavljao je katehetske i kurijalne poslove, nakon čega je imenovan glavnim tajnikom biskupske konferencije.

## Biskup
Papa Pavao VI. imenovao ga je biskupom koadjutorom biskupije Pereira i naslovnim biskupom Villa Regisa, 2. lipnja 1971. Posvećen je za biskupa 18. srpnja 1971. Glavni zareditelj bio je nadbiskup Ángelo Palmas, a suzareditelji nadbiskup Aníbal Muñoz Duque i biskup Baltasar Álvarez Restrepo, kojega je Castrillón Hoyos naslijedio na čelu biskupije Pereira, 1. srpnja 1976.
Za vrijeme službe u Pereiri, Castrillón Hoyos je noću obilazio ulice kako bi pomogao napuštenoj djeci. Dok su mnogi biskupi u Latinskoj Americi odbijali primiti priloge od sumnjivaca za trgovinu drogom, Castrillón Hoyos je prihvaćao donacije za karitativne ustanove svoje biskupije, tvrdeći da prihvaćajući ta sredstva, ona neće biti iskorištena za financiranje kriminala, nego za pomoć siromašnima i potrebitima. Rekao je da je prihvaćajući te donacije, upozoravao donatore da im njihovi darovi "neće spasiti duše".
Castrillón Hoyos se jednom prerušio u mljekara, kako bi došao do kuće kriminalca Pabla Escobara, te nakon što se razotkrio, biskup je uspješno nagovorio Escobara da ispovjedi svoje grijehe.
Također je obnašao dužnost glavnoga tajnika (1983. – 1987.), te predsjednika (1987. – 1991.) Biskupske konferencije Latinske Amerike, gdje je zauzeo snažan stav protiv teologije oslobođenja, koja je u to vrijeme bila popularna među ljevičarskim biskupima u Latinskoj Americi. Promaknut je za nadbiskupa u Bucaramangi, 16. prosinca 1991., te je ostao na tom mjestu do 15. lipnja 1996., kada ga je papa Ivan Pavao II. pozvao u Rim za pro-prefekta Kongregacije za kler

## Kardinal
Ivan Pavao II. imenovao ga je kardinalom-đakonom s naslovom SS. Nome di Maria al Foro Traiano u konzistoriju 21. veljače 1998. Dva dana kasnije promaknut je za punopravnog prefekta Kongregacije za kler. U listopadu iste godine bio je papinski delegat na potpisivanju mirovnoga ugovora između Perua i Ekvadora, čime je završen njihov spor oko granice.
Na čelo Papinskoga povjerenstva Ecclesia Dei dolazi 14. travnja 2000., kada je umirovljen prethodni predsjednik, Angelo Felici. Taj se ured bavi odnosima Svete Stolice s tradicionalističkim skupinama, kao što je Bratstvo svetog Pija X.
Castrillóna je infant Carlos, vojvoda od Calabrije, imenovao velikim priorom Svetoga viteškog konstantinskog reda sv. Jurja, 27. veljače 2001.
Nakon smrti pape Ivana Pavla II., Castrillón je sudjelovao na konklavama 2005. godine, te je bio smatran mogućim kandidatom za papu. Novi papa Benedikt XVI. potvrdio ga je na mjestu prefekta Kongregacije za kler i predsjednika Papinskoga povjerenstva Ecclesia Dei.
Kardinal je 31. listopada 2006. podnio ostavku na mjesto prefekta Kongregacije za kler, ali je ostao predsjednikom Povjerenstva 'Ecclesia Dei. Sudjelovao je na pripremnom sastanku za motu proprio pape Benedikta XVI. kojim je olakšano slavljenje Tradicionalne mise.
U svibnju 2007. sudjelovao je na generalnoj konferenciji Biskupske konferencije Latinske Amerike u Brazilu, na kojoj je sudjelovao i papa Benedikt.
Postao je kardinal-protođakon, 23. veljače 2007., i ostao na toj funkciji do 1. ožujka 2008., kada je promaknut u red kardinala-prezbitera. 

## Umirovljenje
Kardinal Castrillón Hoyos umirovljen je 8. srpnja 2009. Istoga dana, papa Benedikt je izdao motu proprio Ecclesiae Unitatem kojim je Papinsko povjerenstvo Ecclesia Dei pridruženo Kongregaciji za nauk vjere, te je prefekt Kongregacije postao ex officio predsjednikom Povjerenstva. Umro je u Rimu, 18. svibnja 2018.